# Faïk Soudjaddinov
Faïk Soudjaddinov (en azéri : Faiq Miri oğlu Sücəddinov, de son vrai prénom Mirfaïk), né le 14 juin 1947 à Kirovabad (Gandja) est un compositeur azerbaïdjanais, homme de culture émérite d’Azerbaïdjan (2000) et artiste du peuple de l'Azerbaïdjan (2006).

## Éducation
En 1965, il entre au collège de musique A.-Zeynalli de Bakou, classe de piano. Depuis 1969, il travaille comme pianiste dans l'Orchestre symphonique de variétés de la télévision et de la radio d'État d'Azerbaïdjan à l'invitation du chef de l'orchestre Tofig Ahmadov. En 1977, il est diplômé de l'Institut pédagogique Mirza-Fatali-Akhundov d'Azerbaïdjan, en 1981, du conservatoire d'État d'Azerbaïdjan.

## Œuvre
Membre de l'Union des compositeurs d'Azerbaïdjan, il est l'auteur de nombreuses chansons pour des chanteurs pop azerbaïdjanais, de la musique pour des films, des performances. Membre du jury du comité de sélection de l'Eurovision d'Azerbaïdjan. Ses œuvres comprennent : concert pour piano et orchestre symphonique (1990), quatuor à cordes (1991), concert pour piano et orchestre de chambre (1992), scherzo pour orchestre de chambre (1993), ode « Ataturk » pour chœur et orchestre symphonique (1994), compositions jazz pour ensembles de compositions diverses (1996),.